# カステラかまぼこ
カステラかまぼこは、日本の水産加工食品。地方によって同名の食品がある。

## 沖縄
沖縄県のカステラかまぼこは、旧正月のお重に入れるなど、縁起物として祝事の時に食べられる。
魚肉に鶏卵を練り込んでおり、やや黄色っぽい色をした外観とふかふかしながらもしっかりした歯ごたえが特徴。「カステラ」という名称は付いているが、砂糖は用いられておらず、砂糖の甘さはない。

## 長崎
カスティラかまぼことも呼ばれる。
長崎県におけるかまぼこの歴史は平安時代にまでさかのぼることができるが、カスティラかまぼこは、江戸時代に卓袱料理の1つとして誕生した。カスティラかまぼこは文化文政時代に江戸へ伝わると「伊達巻」と呼ばれるようになったと言われる。
魚肉に砂糖と鶏卵を混ぜ合わせて焼き上げるが、焼き上げるには高度な技術が必要とされる。

## 宮城
宮城県石巻市で古くからカステラ蒲鉾と呼ばれる食品は、伊達巻と同じ材料を使うが、巻かずに厚焼きにして蒸す。菓子のカステラに見た目が似ていることからカステラ蒲鉾と呼ばれる。